# 앤 허스트
앤 허스트(Anne Hearst, 1956년 9월 3일 ~ )은 미국의 사교계 인사, 자선가이다. 랜돌프 애퍼슨 허스트의 다섯 딸 중 한 명이다.